# Íscar
Íscar és un municipi de la província de Valladolid, a la comunitat autònoma de Castella i Lleó.

## Fills il·lustres
- Mariemma (1917-2008) ballarina de dansa espanyola.

## Demografia
| 1991 | 1996 | 2001 | 2004 | 2006 |
| ---- | ---- | ---- | ---- | ---- |
| 5913 | 6133 | 6309 | 6508 | 6593 |

## Administració
| Període      | Nom de l'alcalde/-essa | Partit polític | Data de possessió |
| ------------ | ---------------------- | -------------- | ----------------- |
| 1979 - 1983  | José María Sánchez     | UCD            | 19/04/1979        |
| 1983 - 1987  |                        |                | 28/05/1983        |
| 1987 - 1991  |                        |                | 30/06/1987        |
| 1991 - 1995  |                        |                | 15/06/1991        |
| 1995 - 1999  | Alejandro García Sanz  | PP             | 17/06/1995        |
| 1999 - 2003  | Alejandro García Sanz  | PP             | 03/07/1999        |
| 2003 - 2007  | Alejandro García Sanz  | PP             | 14/06/2003        |
| 2007 - 2011  | Alejandro García Sanz  | PP             | 16/06/2007        |
| 2011 - 2015  | n/d                    | n/d            | 11/06/2011        |
| 2015 - 2019  | n/d                    | n/d            | 13/06/2015        |
| 2019 - 2023  | n/d                    | n/d            | 15/06/2019        |
| Des del 2023 | n/d                    | n/d            | 17/06/2023        |